# Missi Pyle
Pour les articles homonymes, voir Pyle.
Andrea Kay Pyle, dite Missi Pyle, est une actrice et chanteuse américaine, née le 16 novembre 1972 à Houston (Texas).

## Biographie
Andrea Kay Pyle est née à Houston au Texas mais a grandi à Memphis dans le Tennessee. Elle est la fille de Linda et Frank Pyle. Elle a deux sœurs aînées, Debbie et Julie, deux frères aînés, Sam et Paul, un demi-frère plus jeune Gordon, et une demi-sœur Meredith. Pyle a étudié à la North Carolina School of the Arts à Winston-Salem, en Caroline du Nord et est diplômée en 1995. Pour ses réalisations, Pyle a été honorée par le Poplar Pike Playhouse à son Alma Mater à la Germantown High School, à Germantown, Tennessee.

### Carrière
Pyle a été invitée à des émissions de télévision connues, notamment Heroes, Dingue de toi, Boston Legal, Frasier et The Sarah Silverman Program. Elle a commencé sa carrière au cinéma avec un rôle mineur dans Pour le pire et pour le meilleur, avec Helen Hunt et Jack Nicholson. Après son petit rôle dans Galaxy Quest, elle a eu le second rôle dans Bronx à Bel Air (pour lequel elle et Queen Latifah ont été nommées pour le MTV Movie Award du meilleur combat), Josie and the Pussycats, Maman, je suis seul contre tous, Exposed, Big Fish, Polly et moi, Soul Plane et Charlie et la Chocolaterie. Elle apparaît dans Dodgeball. Elle a également fait une brève apparition dans Amour et amnésie. Missi est aussi apparue dans Mon oncle Charlie (2004). Elle a été classée no 98 dans le Maximal des 100 femmes les plus sexy de 2004.
De 2008 à 2009, Missi joue dans la pièce Boeing Boeing, face à Christine Baranski, Mark Rylance, Greg Germann, Paige Davis et Rebecca Gayheart.

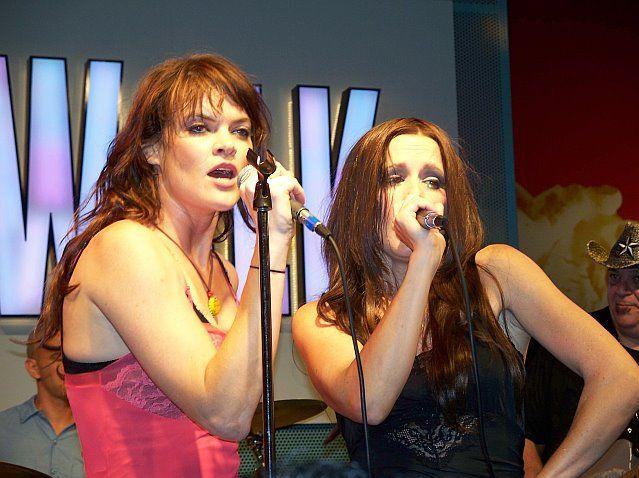
Smith & Pyle en représentation à Universal CityWalk en 2008

Pyle devait sonner la cloche de clôture de la journée de négociation à la Bourse de New York, New York Stock Exchange, le 29 septembre 2008, grâce à son rôle dans Boeing-Boeing. Ce projet fut abandonné vu la baisse de la Bourse enregistrée ce jour-là.
Elle fait actuellement partie d'un groupe de musique country avec l'actrice Shawnee Smith, appelé Smith & Pyle. Les deux actrices se sont rencontrées lors du tournage d'un pilote d'une comédie d'ABC, Traveling in Packs. Le groupe a commencé après que Smith a invité Pyle à assister au Coachella Valley Music and Arts Festival. Coincée dans un embouteillage, Pyle a parlé de son rêve d'être une rock star. Smith s'est décidée de former un groupe avec elle. Leur premier album, "'It's OK to Be Happy'", a été lancé sur internet en juillet 2008. Le premier album a été enregistré au Parc national de Joshua Tree, Californie, et a été produit par Chris Goss. Les deux actrices sont également devenues des partenaires d'affaires et ont formé leur propre label appelé Urban Prairie Records. Selon une interview que Smith a faite à pretty-scary.net en août 2008, elle et Pyle pourraient avoir prévu une série, télévisée ou sur le web. Smith a également évoqué l'idée d'un feuilleton à la Fangoria Radio avec Dee Snider. Actuellement, il y a 3 vidéos postées sur YouTube qui montrent l'enregistrement. Ils ont aussi un "making of" de 10 min sur Vimeo appelé : Smith & Pyle: Desert Sessions,.

### Vie personnelle

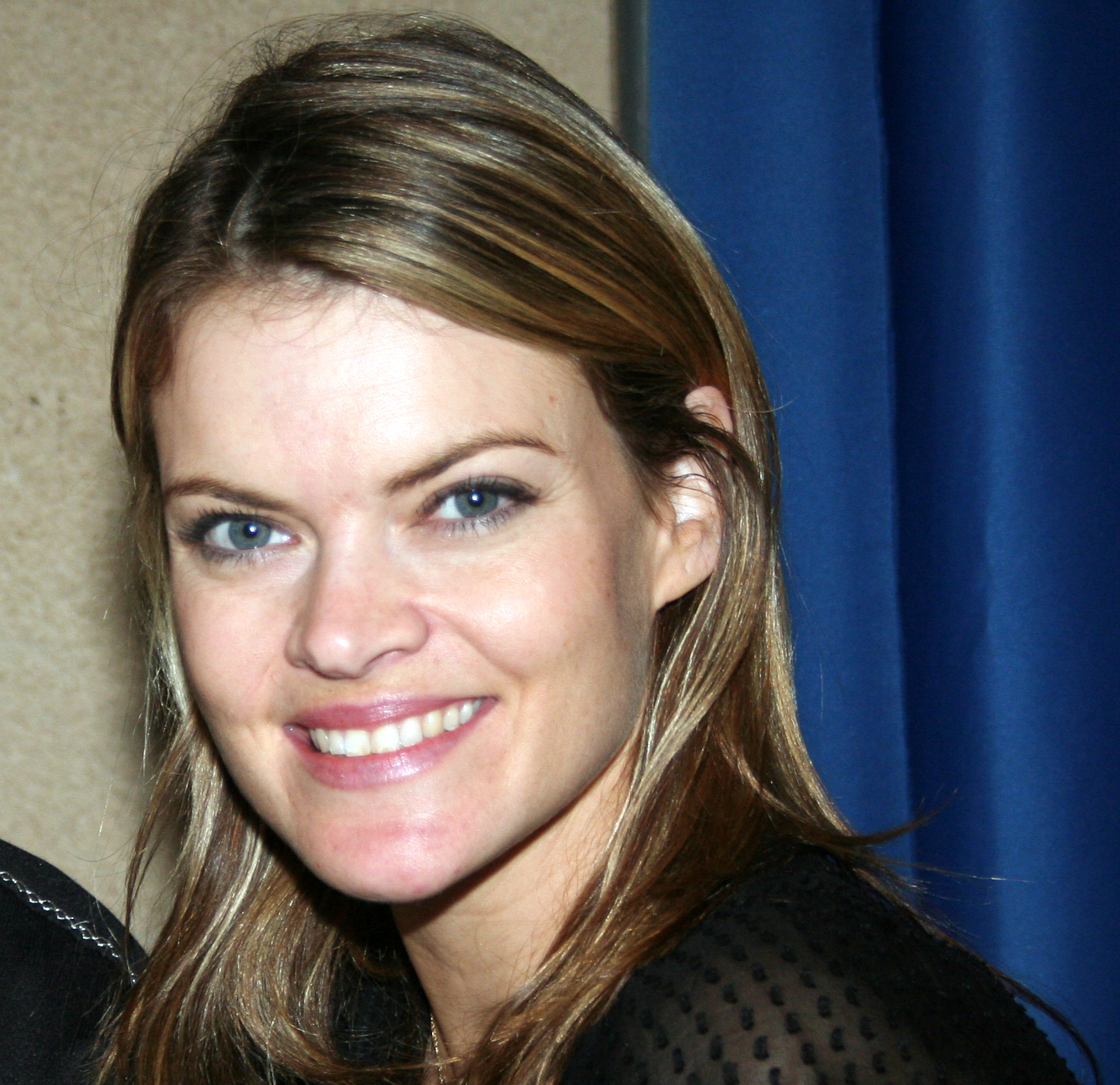
Missi Pyle à la Comic-Con de Dallas en 2008.

Pyle a épousé Casey Anderson, un spécialiste du grizzli du National Geographic, le 12 septembre 2008. Le mariage a eu le thème country-western dans le Montana. Les invités aux noces comprennent Shawnee Smith et le comédien Steve Agee. Le grizzli favori d'Anderson, Brutus, a été invité à la cérémonie.
Pyle s'est mariée à sa collègue et amie Shawnee Smith, lors d'un faux mariage à la All Love is Equal Launch Party à West Hollywood, le 18 novembre 2009. Les deux actrices ont fait semblant de se marier pour soutenir l'abrogation de la Prop 8 en Californie. L'acteur Hal Sparks habillé en prêtre a célébré la cérémonie, leurs anneaux étaient des hula-hoops multicolores.

## Filmographie

### Films et séries

#### Années 1990
- 1996 : The Cottonwood de Steven Feder : une figurante
- 1997 : Pour le pire et pour le meilleur (As Good as It Gets) de James L. Brooks : la serveuse du Cafe 24
- 1999 : Trick de Jim Fall : l'actrice avec les fleurs
- 1999 : Let It Snow (en) de Adam Marcus (en) : Ily
- 1999 : En quête d'une galaxie (Galaxy Quest) de Dean Parisot : Laliari

#### Années 2000
- 2001 : Josie et les Pussycats (Josie and the Pussycats) de Deborah Kaplan et Harry Elfont : Alexandra Cabot
- 2002 : Friends de Marta Kauffman David Crane : Hillary
- 2003 : Bronx à Bel Air / Remue-Ménage (Bringing Down the House) de Adam Shankman : Ashley
- 2003 : BachelorMan de John Putch : Heather
- 2003 : Exposed de Misti Barnes : Amy
- 2003 : Big Fish: La Légende du gros poisson (Big Fish) de Tim Burton : Mildred
- 2004 : Polly et moi / Voici Polly (Along Came Polly) de John Hamburg : Roxanne
- 2004 : Amour et Amnésie / Les 50 premiers rendez-vous (50 First Dates) de Peter Segal : Noreen
- 2004 : Soul Plane de Jessy Terrero (en) : Barbara
- 2004 : Dodgeball ! Même pas mal ! / Ballon-chasseur: Une vraie histoire de sous-estimés (Dodgeball: A True Underdog Story) de Rawson Marshall Thurber : Fran
- 2004 : Présentateur vedette : La Légende de Ron Burgundy (Anchorman: The Legend of Ron Burgundy) de Adam McKay : la gardienne du zoo
- 2004 : Meet Market de Charlie Loventhal : Ericka
- 2005 : The Civilization of Maxwell Bright (en) de David Beaird : la policière
- 2005 : Charlie et la Chocolaterie (Charlie and the Chocolate Factory) de Tim Burton : Mme Beauregarde
- 2006 : C’est bien ma chance! / Lucky Girl (Just My Luck) de Donald Petrie : Peggy Braden
- 2006 : Mojave Phone Booth (en) de John Putch : Sarah
- 2006 : Alex Rider : Stormbreaker / Stormbreaker: Les aventures d'Alex Rider (Stormbreaker) de Geoffrey Sax : Nadia Vole
- 2007 : Live ! de Bill Guttentag : Plummy
- 2007 : Entry Level de Douglas Horn : Liz
- 2007 : Festin d'amour (Feast of Love) de Robert Benton : Agatha Smith
- 2008 : Pretty Ugly People (en) de Tate Taylor : Lucy
- 2008 : Harold et Kumar s'évadent de Guantanamo (Harold and Kumar Escape from Guantanamo Bay) de Jon Hurwitz et Hayden Schlossberg : Raylene
- 2008 : American Crude de Craig Sheffer : Gigi
- 2008 : Very Big Stress (en) de Jared Drake : Sahra
- 2008 : Maman Coach (en) de Gregory McClatchy : Wendy Handler
- 2009 : Des Vacances de printemps d'enfer (Spring Breakdown) de Ryan Shiraki : Charlene
- 2009 : Tente ta chance (Taking Chances) de Talmage Cooley (en) : Faith Fishback
- 2009 : A Fork in the Road de Jim Kouf : Nola

#### Années 2010
- 2010 : Barry Munday (en) de Chris D'Arienzo : Lida Griggs
- 2010 : Miss Nobody (en) de Tim Cox : Charmaine
- 2011 : The Artist de Michel Hazanavicius : Constance
- 2012 : My Uncle Rafael (en) de Marc Fusco : Blair
- 2013 : Percy Jackson : La Mer des monstres (Percy Jackson and the Olympians: The Sea Monsters) de Thor Freudenthal : la sœur grise #3
- 2014 : Kiss Me (en) de Jeff Probst : Pam
- 2014 : Ghost Bastards 2 (A Haunted House 2) de Michael Tiddes : Noreen
- 2014 : Just Before I Go de Courteney Cox : officier CT
- 2014 : Gone Girl de David Fincher : Ellen Abbott
- 2015 : Hollywood Adventures de Timothy Kendall : la directrice de casting
- 2015 : Uncle Nick (en) de Chris Kasick : Michelle
- 2016 : Director's Cut (en) de Adam Rifkin : elle-même
- 2016 : Captain Fantastic de Matt Ross : Ellen, la mère de Claire
- 2016 : Pandemic de John Suits : Denise
- 2016 : Slash de Clay Liford : Ronnie
- 2016 : Les Stars de la toile (Internet Famous) de Michael J. Gallagher : Karen Raye Quivers
- 2016 : Emma's Chance de Anna Elizabeth James : Susan Peirce
- 2017 : Jumanji : Bienvenue dans la jungle (Jumanji: Welcome to the Jungle) de Jake Kasdan : Coach Webb
- 2018 : Pas si folle (Nobody's Fool) de Tyler Perry : Lauren Meadows
- 2019 : Ma de Tate Taylor : Mercedes

#### Années 2020
- 2024 : The Moon and Back de Leah Bleich

### Courts métrages
- 1998 : Number One de Caroline Kava : Laurel
- 2000 : But Enough About Me... de M. George Stevenson : Catherine Grey
- 2012 : Small Hand de Jeannie Roshar : la femme au foyer des années '50
- 2012 : Sperm Donor de Terry Cunningham : Katelynn
- 2013 : Killing Vivian de Mandy Fabian : Megan
- 2013 : Bakersfield, Earth de David Quantick : Judy
- 2013 : #RIP de Kevin Machate : Lydia Walters
- 2014 : Dragula de Frank Meli : Maggie
- 2014 : Somebody's Mother de Mandy Fabian : Alyssa
- 2015 : Viper de Jon Knautz : Lauren
- 2016 : Dream Boy de Jon Danovic : la mère
- 2016 : The Lottery de Shane Dawson et Michael J. Gallagher : la mère de Shane

### Télévision

#### Téléfilms
- 2001 : Neurotic Tendencies de Kelsey Grammer : rôle inconnu
- 2002 : Maman, je suis seul contre tous (Home Alone 4) de Rod Daniel : Vera
- 2005 : Blue Skies de Gary Halvorson (en) : Claire
- 2006 : Haskett's Chance de Tim Blake Nelson : Melicent Bauers
- 2007 : Traveling in Packs de James Burrows : Mary
- 2008 : Giants of Radio de Jason Winer (en) : Dr Amelia Moran
- 2008 : Point View Terrace de Jeff Drake : Mary
- 2009 : This Might Hurt de Jason Winer (en) : Dr Sandy
- 2009 : The Big D de Andy Ackerman (en) : Mary Margaret
- 2010 : How to Be a Better American : Katie Webb
- 2011 : Milf Money de Aaron Priest : Summer
- 2012 : Prodigy Bully de Peter Segal : Celeste Murphy

#### Séries télévisées
- 1999 : Dingue de toi : la belle femme (2 épisodes - saison 7, épisodes 21 et 22)
- 1999 : Le Drew Carey Show : Stacey (saison 5, épisode 4)
- 1999 : Friends : Hillary (saison 6, épisode 8)
- 2000 : Battery Park (en) : Suzanne (saison 1, épisode 5)
- 2001 : Ally McBeal : Marcia Hooper (saison 4, épisode 13)
- 2001 : The Wayne Brady Show (en) : variés
- 2001 : Roswell : Windy Sommers (saison 3, épisode 5)
- 2001 : The Tick (en) : Stacy (saison 1, épisode 5)
- 2002 : Philly : Charise DuPree (saison 1, épisode 22)
- 2003 : Frasier : Shannon (saison 11, épisode 7)
- 2004 - 2015 : Mon oncle Charlie : Delores Pasternak (4 épisodes)
- 2005 : Earl (My Name is Earl) : Shelly Stoker (saison 1, épisode 6)
- 2006 - 2008 : Boston Justice (Boston Legal) : Renee Winger (3 épisodes - saison 3, épisodes 8 et 9 / saison 4, épisode 19)
- 2007 - 2010 : The Sarah Silverman Program (en) : Scarlett Lacey (4 épisodes)
- 2007 : Heroes : Hope (2 épisodes - saison 1, épisodes 15 et 16)
- 2007 : The Wedding Bells (en) : Amanda Pontell (4 épisodes - saison 1, épisodes 1, 2, 3 et 4)
- 2008 - 2011 : American Dad! : personnages variés (animation, voix originale - 2 épisodes)
- 2008 : US Marshals : Protection de témoins : Teri Ranzino / Treena Morris (saison 1, épisode 3)
- 2008 : Pushing Daisies : Betty Bee (saison 2, épisode 1)
- 2009 : Numbers : Janet Galvin (saison 6, épisode 8)
- 2010 : Funny in Farsi : Debbie Appleby (saison 1, épisode 1)
- 2010 : Grey's Anatomy : Dr Nicole Baylow (saison 6, épisode 15)
- 2010 : Le Monde selon Tim : personnages variés (animation, voix originale - 4 épisodes)
- 2010 : Rizzoli & Isles : l'employée de bar (saison 1, épisode 6)
- 2010 - 2011 : Mentalist : Karen Cross (2 épisodes)
- 2010 - 2011 : $#*! My Dad Says : Katie Palmer (2 épisodes)
- 2011 : Up All Night : Kaye (saison 1, épisode 5)
- 2011 : Les Griffin : la femme de Kitty Hawk (animation, voix originale - saison 10, épisode 7)
- 2012 : Greetings from Home : Sue (rôle principal, 12 épisodes)
- 2012 : Don't Trust the B---- in Apartment 23 : Angie Betancourt (saison 2, épisode 5)
- 2013 : Newsreaders (en) : Rebecca Lionwek (saison 1, épisode 1)
- 2013 : 1600 Penn : agent Sarah Harlan (saison 1, épisode 5)
- 2013 : 2 Broke Girls : Charity Channing (saison 2, épisode 18)
- 2013 : Warehouse 13 : Lily Abbott (saison 4, épisode 13)
- 2013 - 2014 : The Exes : Sabrina (3 épisodes - saison 3, épisode 3, 5 et 14)
- 2013 - 2014 : Cleaners (en) : Eileen (web-série, 18 épisodes)
- 2013 - 2016 : Inside Amy Schumer : personnages variés (4 épisodes)
- 2013 : The Mindy Project : Nancy (saison 2, épisode 9)
- 2014 : The Crazy Ones : Melora (saison 1, épisode 15)
- 2014 : Partners : Biffy Saint Murray (saison 1, épisode 2)
- 2014 : Jennifer Falls (en) : Dina (rôle principal, 10 épisodes)
- 2015 : Hot in Cleveland : Canadian Joy (2 épisodes - saison 6, épisodes 11 et 12)
- 2015 : New York, unité spéciale : Trudy Malko (saison 16, épisode 19)
- 2015 : Gay of Thrones : Missi (saison 3, épisode 4)
- 2015 : Whole Day Down : Nadine (5 épisodes) - également co-productrice d'un épisode
- 2015 - 2018 : Another Period : Celery Bellacourt [8]
- 2015 : Where the Bears Are (en) : Maggie Dexter (web-série, 3 épisodes - saison 4, épisodes 3, 4 et 18)
- 2015 : TripTank : personnages variés (animation, voix originale, 2 épisodes - saison 2, épisodes 2 et 5)
- 2015 : Z Nation : Bernadette (saison 2, épisode 9)
- 2016 : Lady Dynamite : Carol Simples (saison 1, épisode 8)
- 2016 : Bordertown (en) : Gert Buckwald (animation, voix originale - 13 épisodes)
- 2016 : The Soul Man : Alicia (11 épisodes)
- 2016 : Sing It! (en) : Marcy (web-série, rôle principal - 10 épisodes)
- 2016 : Crimes majeurs (Major Crimes) : Tina Walker (saison 5, épisode 8)
- 2016 : Mary + Jane : "Feminist Mobile Librarian" (saison 1, épisode 2)
- 2016 : Notorious : Callie Connors (saison 1, épisode 6)
- 2017 : Mom : Natasha (saison 4, épisodes 21,22 - saison 5, épisode 1,2,3,4)
- 2017 : Disjointed : Mary - Jane
- depuis 2018 : Impulse : Cleo Coles
- 2019 : Another Period : Celery Savoy Bellacourt (saison 3)
- 2020 : Dirty John : Karen Kintner (saison 2)
- 2021 : Y, le dernier homme : Roxanne (saison 1, épisodes 4,6,8,9,10)
- 2021 : The Big Leap : Tonya (saison 1, épisodes 6,10)
- 2023 : À découvert : Hannah (saison 1, épisodes 2,3,4,5,6)

## Théâtre
- Boeing-Boeing (2008-2009) : Gretchen

## Voix francophones
En France, Valérie Nosrée est la voix régulière de Missi Pyle. Déborah Perret, Chantal Baroin et Marie Zidi l'ont doublée à quatre reprises, pour la première, et trois occasions pour les deux autres.
En France
| - Valérie Nosrée dans : - Very Big Stress (en) - US Marshals : Protection de témoins (série télévisée) - The Crazy Ones (série télévisée) - Gone Girl - Notorious (série télévisée) - Courage et rodéo (téléfilm) - The Big Leap (série télévisée) - Bring It On: Cheer or Die (téléfilm) - Unseen - Docteure Doogie (série télévisée) - Déborah Perret dans : - Alex Rider : Stormbreaker - Service toujours non compris - Cleaners (en) (série télévisée) - New York, unité spéciale (série télévisée) - Chantal Baroin dans : - Les Stars de la toile - Traffik - Dirty John (en) (série télévisée) | - Marie Zidi dans : - Y, le dernier homme (série télévisée) - Noël à Hollywood (téléfilm) - L'Amour en touriste Et aussi - Régine Teyssot dans Maman, je suis seul contre tous - Élodie Ben dans Charlie et la Chocolaterie - Marie-Frédérique Habert dans Earl (série télévisée) - Juliette Degenne dans Lucky Girl - Céline Duhamel dans Harold et Kumar s'évadent de Guantanamo - Virginie Caliari dans Jumanji : Bienvenue dans la jungle - Emmanuelle Rivière dans Mom (série télévisée) - Sybille Tureau dans Deidra & Laney Rob a Train |

## Discographie

### Albums
- 2008 : It's OK To Be Happy, Smith & Pyle

### Singles
- 2010 : « One Night Stand », Smith & Pyle